# Benvenuto Cellini
Benvenuto Cellini (Firenze, 3 novembre 1500 – Firenze, 13 febbraio 1571) è stato uno scultore, orafo e scrittore italiano, considerato uno dei più importanti artisti del manierismo.
Durante la sua vita scrisse anche poesie e una celebre autobiografia. Di indole inquieta, nel 1523 dovette fuggire a Roma dopo essere rimasto coinvolto in una rissa. Partecipò attivamente alla difesa armata della città eterna durante il sacco del 1527 ad opera dei lanzichenecchi. Nel 1540, dopo essere stato liberato da Castel Sant'Angelo, dove si trovava prigioniero, raggiunse la corte di Francia del re Francesco I. Dopo circa 5 anni fece ritorno a Firenze per prendere servizio alla corte di Cosimo I de' Medici. Tra le sue opere più importanti la Saliera di Francesco I di Francia e la statua Perseo con la testa di Medusa, considerata un capolavoro del manierismo.

## Biografia

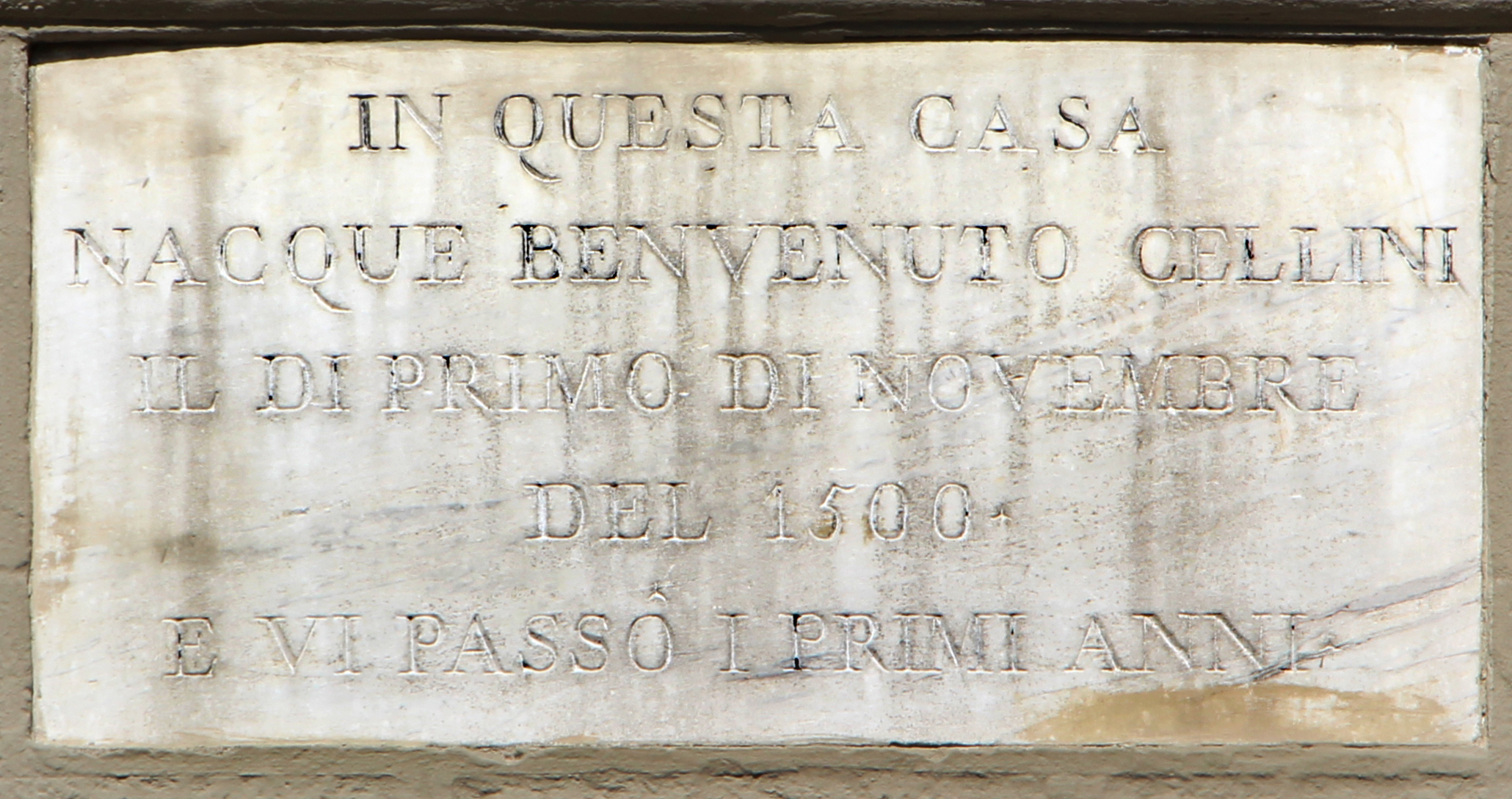
Targa commemorativa sulla casa natale del Cellini (Firenze)

### Giovinezza
Benvenuto Cellini nacque il 3 novembre 1500 a Firenze; una lapide dettata da Giuseppe Mellini indica il luogo preciso dove il Cellini ebbe i natali, al n. 4 di via Chiara, oggi diventato un tratto di piazza del Mercato Centrale. La madre era la fiorentina Elisabetta Granacci; il padre era Giovanni Cellini, un suonatore di strumenti musicali e intagliatore d'avorio che si cimentava nella costruzione di viole, arpe e liuti, a detta del figlio «bellissime et eccellentissime», e di «maravigliosi» organi e clavicembali, ricordati sempre da Benvenuto come «i migliori e più belli che allora si vedessino».
Già in «tenerissima» età il padre, che tra l'altro faceva parte del gruppo dei pifferi di Firenze, cercò di avviare il figlioletto allo studio della musica, affinché divenisse «gran sonatore». Grazie agli insegnamenti del babbo Giovanni, e soprattutto dell'organista fiorentino Francesco dell'Aiolle, Cellini - nonostante la malavoglia - rivelò doti musicali notevoli, in particolare nel flauto e nel cornetto. Questa, tuttavia, era una dedizione indotta più che spontanea, tanto che le ambizioni del giovane Benvenuto non erano rivolte ad eccellere in quello che ormai definiva il «maledetto sonare», bensì a divenire «primo homo del mondo» nel campo dell'arte orafa. Per questo motivo, a partire dal 1513, il giovane Cellini frequentò nella sua città natale la bottega dell'orafo e armaiolo Michelangelo Bandinelli, per poi passare due anni dopo sotto la guida di Antonio di Sandro, detto Marcone, «bonissimo praticone, e molto uomo dabbene, altiero e libero in ogni cosa sua».

### Botteghe d'orafi e tafferugli
Cellini manifestò bruscamente la propria indole irrequieta e violenta già a sedici anni, nell'anno 1516: in seguito a una rissa, infatti, fu esiliato insieme al fratello Cecchino a Siena, dove soggiornò per «molti mesi» studiando oreficeria nella bottega di Francesco Castoro.
Ritornato a Firenze per desiderio del padre, Benvenuto si recò a Bologna per perfezionare «il sonare»; pur assecondando le volontà paterne, nella città emiliana Cellini riuscì ad attendere all'amata oreficeria, lavorando dapprima con Ercole del Piffero, quindi con un israelita, tale Graziadio, e infine con il miniatore bolognese Scipione Cavalletti. Dopo un'affrettata sosta a Firenze, donde fuggì a causa delle insistenze del padre per la musica, nel 1517 Cellini proseguì la sua formazione nella bottega dell'orafo Ulivieri della Chiostra, a Pisa, dove si applicò anche allo studio di opere antiche, copiose nel campo santo.
Dopo un accesso di febbre, Cellini si recò nuovamente a Firenze, dove ritornò a lavorare per Antonio di Sandro, grazie al quale conobbe anche lo scultore Pietro Torrigiano; in seguito, si legò di stretta amicizia con un altro orafo, Francesco Salimbene, con il quale «molto bene guadagnava, e molto si affaticava a 'mparare».
È stato poi riportato come l'uomo non avesse occhi che per un «gentil giovanetto di mia età», ossia Francesco, per il quale Cellini stesso narrò un vero e proprio attaccamento, forse legato anche a una storia omosessuale tra i due: «Nel praticare insieme generò in noi un tanto amore, che mai né dì né notte stavamo l’uno senza l’altro» (dall'autobiografia Vita); amore in questo caso si può intendere anche come amore di fratellanza e amicizia, secondo l'italiano dell'epoca.
Nuove risse e tafferugli costrinsero Cellini a spostarsi nuovamente: cercò rifugio dapprima a Siena e poi a Roma, dove lo si ritrova dal 1519 al 1520 a lavorare come garzone presso Firenzuola de' Georgis e, successivamente, con Paolo Arsago. Dal 1521 al 1523 per i richiami del padre Cellini rimpatriò a Firenze, dove lavorò dapprima con Salimbene e poi con Giovanni Antonio Sogliani, che «piacevolmente [gli] accomodò di una parte della sua bottega, quale era in sul canto di Mercato Nuovo».
Alla fine del 1523 il temperamento impetuoso del Cellini si manifestò di nuovo: a questo periodo, infatti, risalgono i dissapori con i Guasconti, una famiglia fiorentina di orafi a lui ostile per pura e semplice invidia. «Non conoscendo di che colore la paura si fosse», Cellini ferì con un pugnale Gherardo Guasconti e Bartolomeo Benvenuti, che ne prese le difese. Questa rissa procurò al Cellini la condanna a morte in contumacia, a causa della quale fuggì a Roma; nell'Urbe il giovane Benvenuto venne accolto nella bottega di Lucagnolo da Jesi, dove iniziò a produrre gioielli autonomamente (notevoli i due candelieri per il vescovo di Salamanca e il gioiello per la moglie di Sigismondo Chigi), per poi passare nel 1524 presso Giovan Francesco della Tacca.

### Il pontificato di Clemente VII
Nel 1524 Benvenuto Cellini aprì una bottega propria ed entrò a far parte della fanfara di papa Clemente VII, dove prestò servizio in qualità di «cornetto». Tra le opere d'arte espressamente ricordate nella Vita, agli anni romani risalgono delle acquerecce per il cardinale Cybo-Malaspina e per altri prelati, un boccale e vaso d'argento per Berengario da Carpi, medaglie d'oro da berretto maschile per il gonfaloniere Cesari e infine pugnali e anelli d'oro e d'acciaio. Si trattano queste di realizzazioni in cui egli si mostrò assai sensibile alla maniera del medaglista Caradosso, dello smaltatore Amerigo Righi e di Lautizio Rotelli, «unico» nella fabbricazione di sigilli; frequentò inoltre Giulio Romano e altri artisti della cerchia di Raffaello, grazie ai quali l'apprendista orefice poté ampliare la propria cultura figurativa e cominciare a informare personali orientamenti di gusto. Intanto, il suo carattere rissoso conobbe nuove esplosioni, per le quali egli fu spesso protagonista di diverbi e duelli; colpito dal riacuirsi della peste, inoltre, trascorse un mese di convalescenza nella dimora del conte dell'Anguillara a Cerveteri, dove strinse amicizia con il pittore manierista Rosso Fiorentino.

Nel 1527, con l'affacciarsi alle porte dell'Urbe dei lanzichenecchi al soldo di Carlo V d'Asburgo, Cellini riparò insieme a papa Clemente VII nel castel Sant'Angelo, partecipando attivamente alla sua difesa nella duplice veste di archibugiere e bombardiere: il sacco di Roma vide infatti Cellini uccidere il comandante degli assedianti, Carlo III di Borbone-Montpensier, e ferire il suo successore principe d'Orange, come egli stesso riporta nella Vita (sono quindi informazioni non accertabili, seppur mai smentite). Terminato il Sacco, Cellini, come gran parte degli artisti, lasciò Roma e si recò dapprima a Firenze e poi a Mantova, ove giunse nel 1528. Qui lo ritroviamo nella bottega di «un certo maestro Nicolò milanese»; a Mantova, inoltre, Cellini, ben introdotto a corte dall'amico Giulio Romano eseguì un cospicuo numero di opere per i Gonzaga, tra le quali si segnalano un sigillo d'argento per il cardinale Ercole, un sigillo d'oro per il marchese Federico e un reliquiario del sangue di Cristo, da collocare nella cripta della Basilica concattedrale di Sant'Andrea, reliquiario che restò allo stato di abbozzo. 

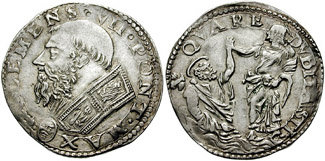
Doppio carlino di Clemente VII Medici inciso da Cellini

 Dopo un breve soggiorno a Firenze, tuttavia, Cellini già nel 1529 ritornò a Roma, ospite dell'orafo Raffaello del Moro; nell'Urbe egli riprese il servizio per papa Clemente VII, venendo nominato dal pontefice stesso maestro delle stampe della zecca romana, per la quale realizzò il due carlini d'argento e il doppione d'oro con due rovesci differenti. L'anno dopo eseguì altre monete ed elaborò il razionale di Clemente VII, per il quale iniziò anche un calice d'oro, lasciato incompiuto. Intanto ammazzò anche l'uccisore di suo fratello Cecchino, assassinato a Roma in una rissa; il papa non fece altro che rimproverare molto aspramente il Cellini, concedendogli poco dopo anche una sinecura di mazziere. Nel 1534, quando ormai da un biennio aveva aperto una bottega nell'attuale via dei Banchi Nuovi, Cellini iniziò a non godere più dell'appoggio pontificio; la situazione precipitò quando, in seguito a un diverbio, ferì un ser Benedetto notaio, aggressione per la quale fu costretto a rifugiarsi a Napoli, dove fu ben accolto dal viceré.

### Il pontificato di Paolo III
Di ritorno a Roma, Cellini presentò all'ormai moribondo Clemente VII una medaglia che aveva eseguito tempo addietro per lui, ottenendo dallo stesso la commissione di dotarla di un nuovo rovescio per celebrare il pozzo di Orvieto. Alla morte di Clemente VII, Cellini uccise un orafo rivale, Pompeo de' Capitaneis; il neopontefice Paolo III Farnese, tuttavia, assolse immediatamente l'uccisore e, anzi, gli commissionò una moneta da uno scudo con la propria effigie. L'anno successivo, preoccupato dall'inimicizia con Pier Luigi Farnese, figlio del pontefice, Cellini decise di trasferirsi a Firenze, dove eseguì quattro monete per Alessandro Farnese; dalla sua città natale poi si recò affrettatamente a Venezia insieme a Jacopo Sansovino. Urtatosi con Ottaviano de' Medici, l'orefice assecondò l'invito del papa e ritornò a Roma; dopo una grave malattia, per la quale ebbe visioni da Inferno dantesco, e dopo un ulteriore viaggio a Firenze, eseguì su incarico del papa la copertina di un «uffiziolo di Madonna», che poi presentò nel 1536 all'imperatore Carlo V.
Nel 1537, per sottrarsi alle ostilità sempre più allarmanti di Pier Luigi Farnese, Cellini si recò improvvisamente a Parigi, ospite del pittore Andrea Sguazzella; qui probabilmente eseguì una medaglia per re Francesco I, che incontrò a Lione. Il soggiorno francese fu tuttavia di breve durata, tanto che dopo pochissimo tempo l'orefice fece ritorno a Roma, dove aprì una nuova bottega «molto più grande» di quella ai Banchi Nuovi. Questi, tuttavia, furono anni assai burrascosi: Pier Luigi Farnese, infatti, riuscì a imprigionare il Cellini a Castel Sant'Angelo sotto l'accusa di furto di alcuni beni di Clemente VII durante il Sacco. Cellini riuscì ad evadere quasi subito dal carcere, sebbene fratturandosi una gamba, e una volta fuori trovò rifugio presso il cardinal Cornaro, che però lo consegnò al Papa; quest'ultimo, infine, fece imprigionare l'orefice dapprima in Tor di Nona e poi nuovamente a Castel Sant'Angelo. Qui egli rimase fino al dicembre del 1539, quando, ormai libero, venne accolto dal cardinale Ippolito d'Este, per il quale eseguì un sigillo e due ritratti in stucco.

### Il periodo francese

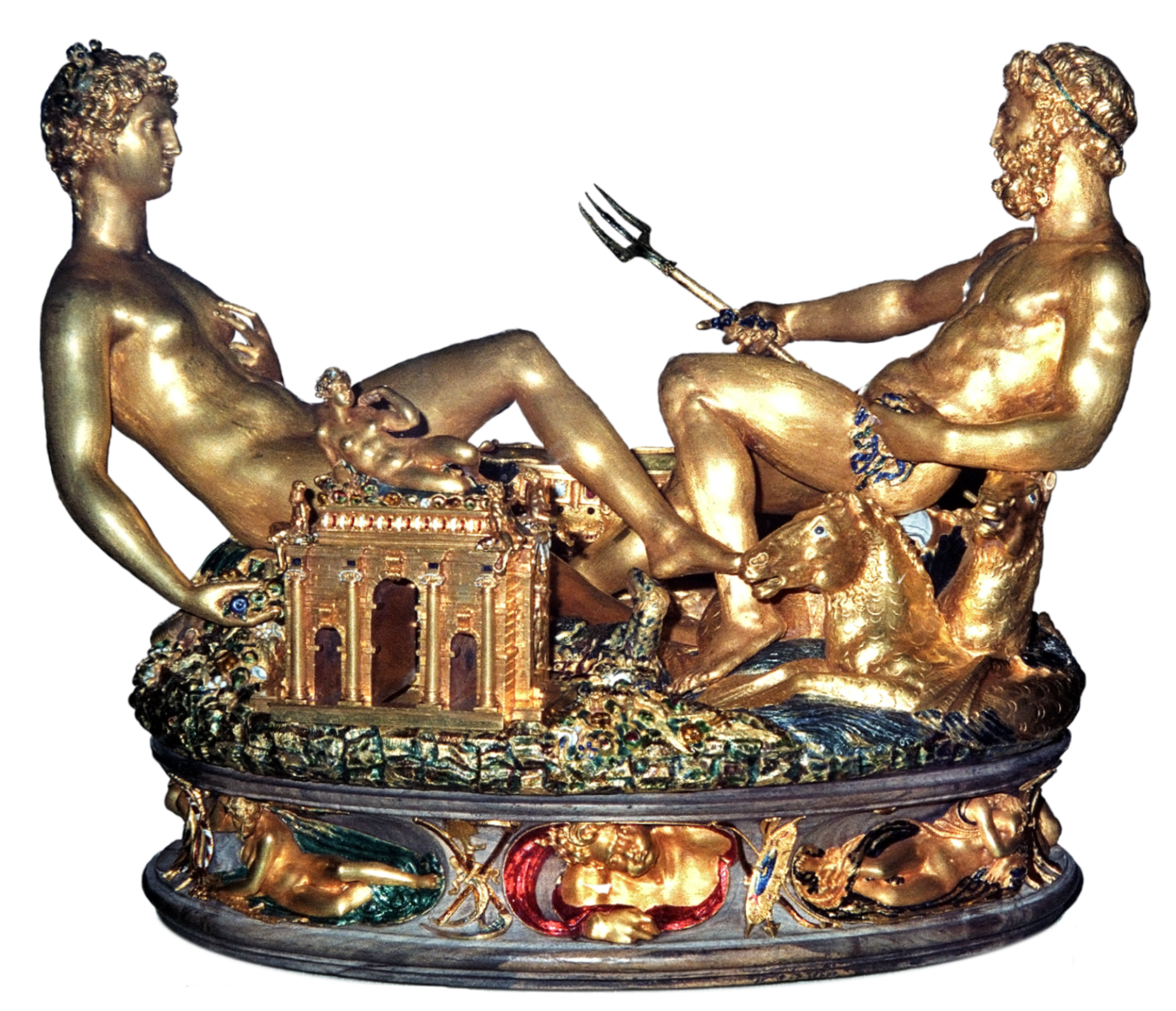
La Saliera di Francesco I di Francia (1540-1543)

A questo punto, dopo essersi ripreso dai postumi della prigionia, Cellini si incamminò verso la Francia; dopo aver fatto tappa a Siena, dove uccise un maestro di posta, e a Ferrara, giunse a Fontainebleau nel settembre 1540, dove venne benevolmente ricevuto da re Francesco I di Francia, per poi raggiungere Parigi con la corte del monarca. Quest'ultimo gli garantì una provvisione annua di settecento scudi e gli offrì dimora al Petit-Nesle, sulla riva sinistra della Senna, a patto che si impegnasse nella realizzazione di dodici gigantesche statue-torciere raffiguranti altrettante divinità dell'Olimpo (venne realizzato solo Giove, mentre Giunone venne forse fusa ma sicuramente non terminata). 
Nel 1542 Francesco I concesse al suo protégé la naturalizzazione francese, mentre nel 1543 risultano compiuti la famosa Saliera, già abbozzata in Italia per il cardinale d'Este, e i modelli per la Porte Dorée, detta di Fontainebleau, della quale vennero eseguiti alla fine solo la Ninfa e due Vittorie. Cellini, d'altronde, non trascurò affatto i piaceri carnali, invaghendosi di una delle modelle che posavano per la Porte Dorée, Jehanne: con quest'ultima generò una bambina, Costanza, nata il 7 giugno 1544.
Questi furono insomma anni percorsi da un fervore artistico che non conosceva soste: Francesco I era infatti un committente munifico e colto, sempre disposto a concedergli l'oro e l'argento necessari per soddisfare i suoi bisogni artistici. Eppure, nel 1545, Cellini decise di lasciare Parigi per via di alcuni dissapori sorti con vari cortigiani, ma soprattutto a causa di «certe magagne che a torto m'erano aposte» (espressamente taciute sia nella Vita che altrove). Per questo motivo, dopo una breve sosta a Lione, Cellini valicò le Alpi e ritornò a Firenze.

### Al servizio dei Medici
Cellini venne calorosamente accolto dalla corte medicea. Cosimo I de' Medici, infatti, lo elevò a scultore di corte, assicurandogli un signorile soggiorno in una casa a via della Pergola, dove lo scultore impiantò la propria fonderia, assegnandogli uno stipendio annuo di duecento scudi; gli commissionò, inoltre, la realizzazione di due importanti sculture bronzee: il proprio busto e il gruppo del Perseo con la testa di Medusa, da collocare nella loggia della Signoria.

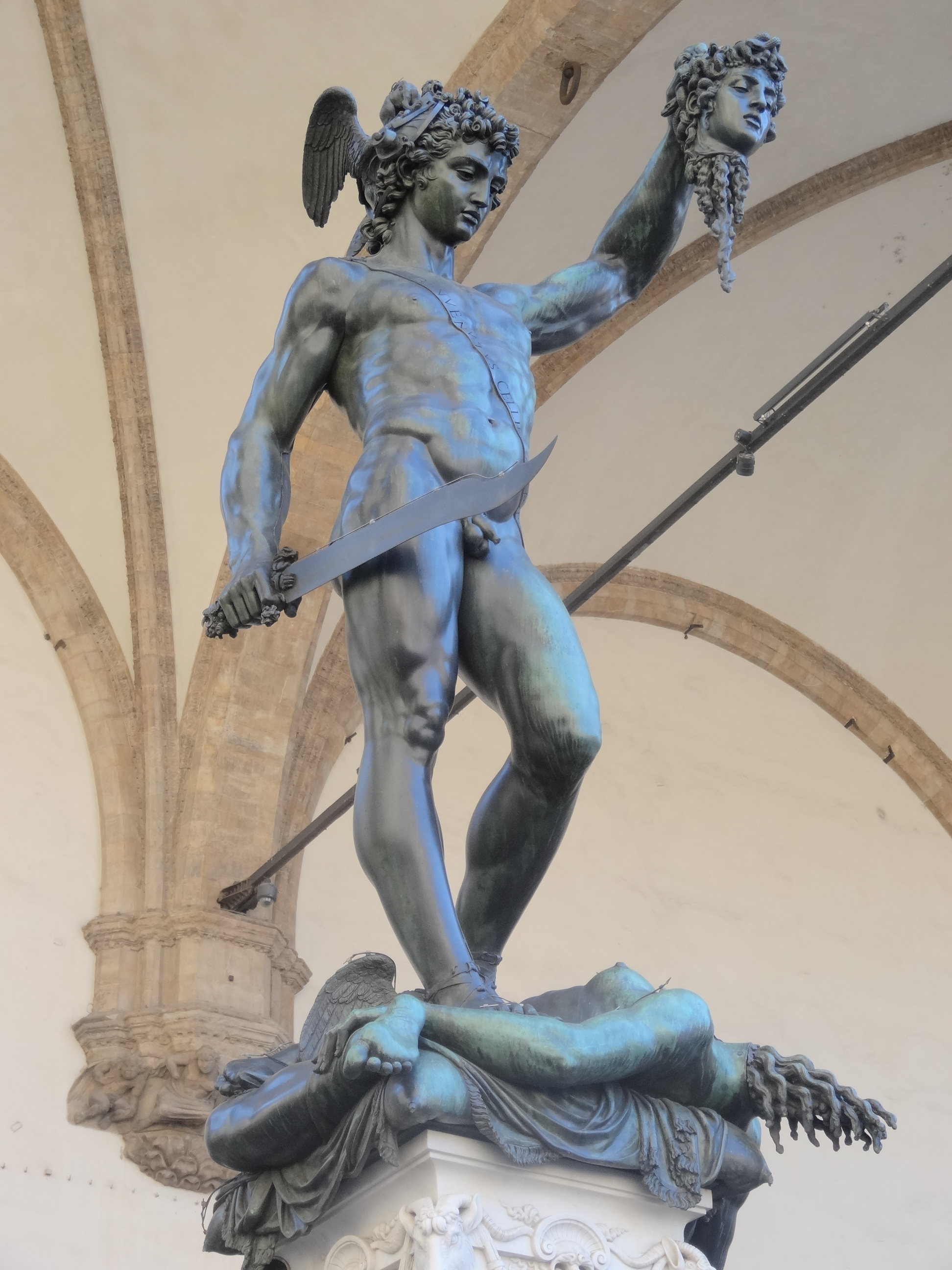
Il Perseo con la testa di Medusa (1554)

Cellini fuse il busto di Cosimo de' Medici nel 1546, dopo essersi momentaneamente allontanato da Firenze per sfuggire all'accusa di sodomia (riparò a Venezia, ove incontrò Tiziano). La gestazione del Perseo, invece, fu molto più ardua, a causa di numerose difficoltà incontrate durante la fusione del metallo, ma Cellini riuscì comunque a inaugurare la statua nell'aprile 1554, suscitando un'accoglienza molto calorosa. Tra gli altri interventi celliniani di questo periodo, si citano il restauro di un antico Ganimede e l'avvio del Narciso in marmo (1548-49), l'esecuzione delle statuette bronzee di Giove, Danae con Perseo fanciullo, Minerva, Mercurio, collocate nella base del Perseo (1552) e la fortificazione di due porte della cerchia di Firenze (1553-54).
Dopo il trionfo del Perseo, tuttavia, Cellini fu costretto all'inoperosità, a causa della posizione di preminenza assunta dai rivali Baccio Bandinelli e Bartolomeo Ammannati nella scena artistica fiorentina; questi ultimi si erano recentemente imposti non per particolari meriti scultorei, bensì perché maggiormente sottomessi alla rigorosa etichetta medicea. Furono queste le circostanze che portarono alla gestazione della Vita: non potendo più «fare», infatti, Cellini iniziò a «dire», mettendo per iscritto la propria concezione dell'arte ma, soprattutto, il proprio vissuto esistenziale, così da segnalare a Cosimo de' Medici il valore di quell'artista impedito a operare. Fu così che Cellini iniziò nel 1558 la stesura della Vita, opera letteraria che - dopo una breve interruzione nel 1562, dovuta alla rinunzia degli ordini ecclesiastici, alle nozze con Piera de' Parigi e alla nascita di un figlio - venne terminata nel 1567. Questa cocente delusione venne inasprita ulteriormente dalle diverse disavventure giudiziarie: nel 1556, infatti, venne incarcerato per aver percosso Giovanni di Lorenzo, mentre l'anno successivo venne condannato a cinquanta scudi di multa e a quattro anni di carcere (commutati poi in quattro anni di arresti domiciliari) perché durante «cinque anni [...] ha tenuto [...] Fernando di Giovanni di Montepulciano [...] in letto come sua moglie».
A lato della Vita, in ogni caso, nel suo ultimo decennio di vita si cimentò anche nella stesura del Trattato dell'oreficeria e del Trattato della scultura, iniziata nel 1565 e terminata tre anni dopo, quando le due opere vennero date alle stampe.
Benvenuto Cellini, infine, morì a Firenze il 13 febbraio 1571; poco prima del decesso, fece dono di tutte le sue sculture «finite et non finite» a Francesco I de' Medici. Fu sepolto nella Cappella di San Luca.

## Produzione artistica

### Cellini scultore e orefice

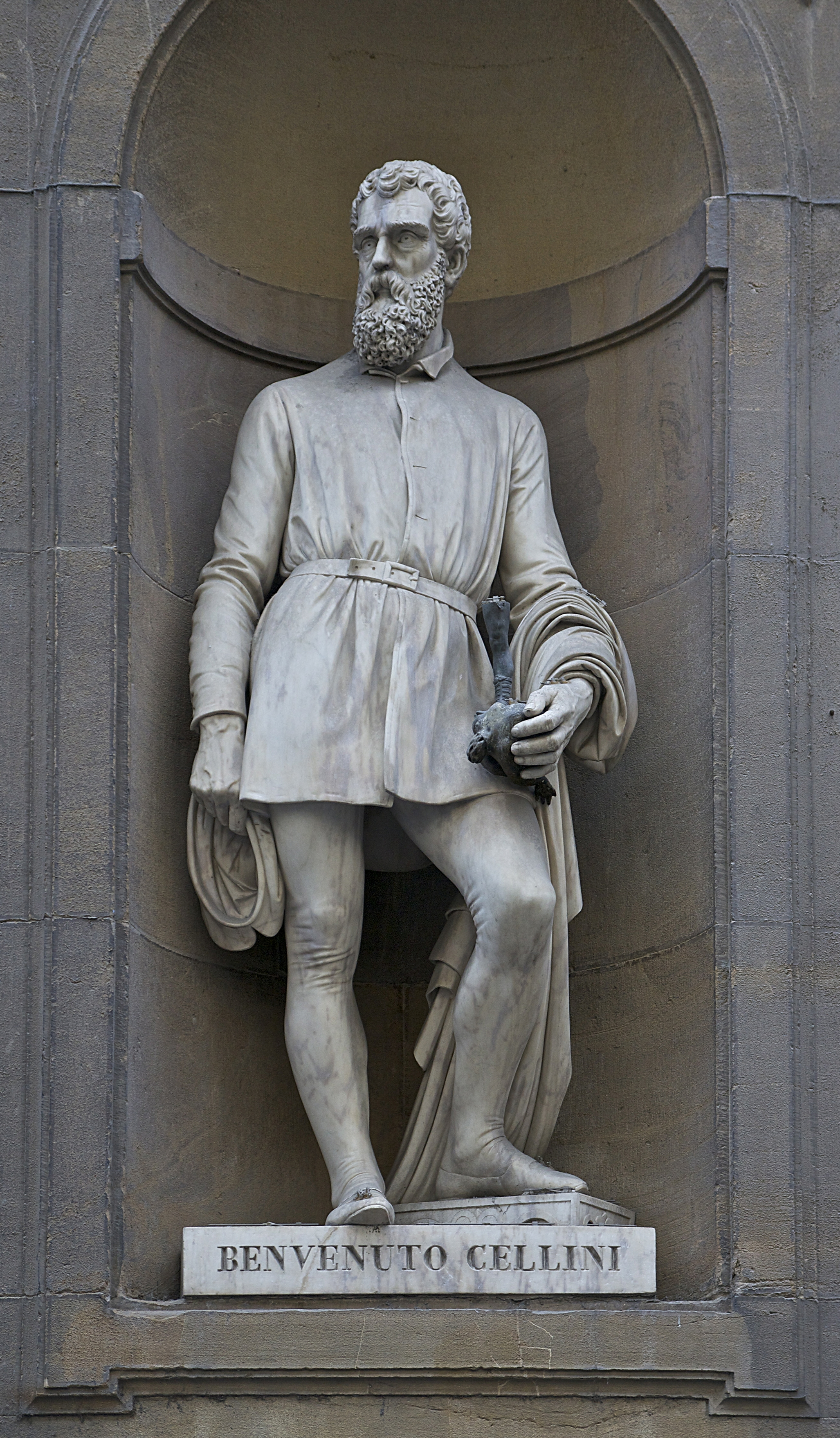
Statua di Benvenuto Cellini, loggiato degli Uffizi, Firenze

Seguendo l'iter proprio degli apprendisti artisti del tempo, Cellini ebbe modo di entrare in contatto con l'orafo lombardo Caradosso, con la cerchia dei «gioveni» di Raffaello e con gli affreschi di Michelangelo in Vaticano, dove passò a condurre i suoi studi giornalieri. Il modello tardo-raffaellesco e michelangiolesco, in effetti, risultò decisivo per la sua formazione; ne testimonia il sigillo Gonzaga, dove si segnalano «l'agile prestanza delle figure [...] il loro inserimento, in moti vorticosi e drammatici, l'ampiezza dell'ambiente pur entro gli angusti limiti dell'operina» (Treccani).
Superati gli esordi Cellini assorbì i suggerimenti più efficaci dai dipinti di Sebastiano del Piombo e, soprattutto, dall'esempio di Michelangelo Buonarroti, che ebbe modo di ammirare ulteriormente visitando le tombe medicee in San Lorenzo, a Firenze. Desinenze michelangiolesche, ad esempio, si avvertono nei due rovesci per la medaglia di papa Clemente VII, specie nel secondo, recante un Mosè animato da un energico dinamismo dapprima sconosciuto al Cellini. Il pensiero del «gran Michelagnolo», che beneficiò dell'appassionata devozione dello scultore («[da lui] e non da altri io ho imparato tutto quel che io so», avrebbe poi scritto), venne tuttavia recepito da Cellini filtrato attraverso quello dei manieristi, ispirati al desiderio urgente di una rinascita del Quattrocento, e soprattutto dell'arte di Donatello; numerose opere celliniane, quali le Storie di sant'Ambrogio e del Battista nel sigillo per il cardinale d'Este e nelle monete per il duca Alessandro, sono imbevute di elementi donatelliani.
Il secondo soggiorno francese costituì una svolta decisiva per lo stile artistico del Cellini. Fu in quell'occasione, infatti, che venne eseguita la Saliera, dove Cellini fuse in un'unica opera la preziosità dell'arte orafa con il virtuosismo della scultura. Dal fervido cantiere di Fontainebleau, in particolare, Cellini assorbì svariate influenze, avvertibili nell'esuberanza decorativa della Saliera, a sua volta vivificata dalla contrapposizione tra l'agile flessuosità delle figure principali e la robustezza massiccia, quasi caricaturale, dei Venti. Durante il soggiorno a Fontainebleau, inoltre, Cellini sviluppò un certo gusto per il gigantesco, come testimoniato dal Marte di sedici metri progettato per la fontana della reggia; l'improvviso ritorno in Italia, tuttavia, fece sì che Cellini si orientasse nuovamente verso Michelangelo e il «ritorno» manieristico al Quattrocento.
L'esempio più cospicuo della plastica celliniana dopo il rimpatrio è costituito dal Perseo con la testa di Medusa della Loggia della Signoria, dove rappresenta la scultura più importante «fra le costruzioni classicamente rinascimentali del Sansovino e la figura serpentinata del Giambologna». La fortuna dell'opera fu immediata: il Perseo, infatti, al di là del significato politico (in riferimento a Cosimo de' Medici che stronca ogni velleità repubblicana, così come l'eroe greco decapita la Gorgone), riflette perfettamente l'ideale di bellezza maschile secondo i canoni manieristici, presentando una figura «agile, raffinata, languida, sensuale […] altamente aristocratica che non incarna né l'eroismo né la spiritualità» (Giuseppe Nifosì). Ad alimentare la fama dell'opera vi furono anche le circostanze straordinarie della fusione.

### Cellini scrittore
Dal 1558 al 1567 Cellini fu impegnato nella stesura della sua autobiografia, La Vita di Benvenuto di Maestro Giovanni Cellini fiorentino, scritta, per lui medesimo, in Firenze, poi stampata postuma a Napoli nel 1728.
Ricorrendo a un linguaggio schietto e spontaneo e attingendo a piene mani dal potere espressivo della lingua fiorentina, Cellini con quest'opera consegnò ai posteri un valente documento biografico dove narra della genesi delle sue opere e dei vari episodi che hanno caratterizzato la sua irregolare esistenza, con passi destinati a divenire celebri (l'esorcismo nel Colosseo, la visita di Francesco I all'atelier a Parigi, la fuga da Castel Sant'Angelo). Altrettanto prezioso è anche il valore storiografico dell'opera, che si propone come un affresco della società del Cinquecento, come osservato dal critico letterario Carlo Cordié:
(Carlo Cordié)

## L'uomo Cellini
Cellini nella sua vita ebbe un carattere sanguigno ed iroso, inguaribilmente arrogante, non mancando di rimanere implicato in liti e risse con orafi rivali o mecenati meschini e taccagni: si macchiò perfino di tre omicidi (spesso mosso da motivi circostanziali), in maniera analoga a come farà l'ancor più famigerato Caravaggio nel Seicento. Un ritratto caratteriale assai vivido di Benvenuto Cellini ci viene offerto da Giuseppe Baretti, critico letterario del XVIII secolo, che scrisse: 
(Giuseppe Baretti)

### Omosessualità
Benvenuto Cellini era, per usare un termine moderno, bisessuale: accennò nella sua autobiografia ad amori con varie donne, e non sono un mistero le sue inclinazioni pederastiche rivolte a ragazzi molto giovani, grazie alla cospicua documentazione di archivio per accuse e condanne, e anche per gli accenni che compaiono nella sua stessa opera letteraria, dove in almeno un'occasione paragonò i suoi amori a quello intercorso tra Zeus e Ganimede.
Uno dei momenti più lampanti di quest'aspetto di Cellini è sicuramente l'amore da lui provato per il giovane orafo Francesco Salimbene.
Le accuse ufficiali di sodomia che gli furono rivolte contro furono tre:
- 14 gennaio 1523: Cellini fu condannato, assieme al secondo condannato, tale Giovanni Rigogli, dall'artista citato come "amicissimo" e "carissimo amico" (libri XXIX e XL nella Vita), dodici volumi di farina come multa per un atto di sodomia con un ragazzo di soli 15 anni di nome "Domenico di ser Giuliano da Ripa".[37] In questo caso lo scultore, appena 23enne, rischiò molto: infatti, la legge prevedeva una multa fino a trenta fiorini d'oro (cifra pari a circa 1000 euro di oggi), per codesti "atti osceni e\o blasfemi"; probabilmente Benvenuto fu rilasciato proprio grazie alla sua giovane età inferiore ai 25 anni (età della maturità stabilita all'epoca), che venne considerata come "attenuante generica";[38]
- 1548: una nobile di nome Margherita (di cui è sconosciuto il cognome) denunciò di stupro Cellini per via di suo figlio Vincenzo, che diceva fosse stato "violentato" dall'artista; tuttavia con codesta denuncia quest'ultimo non venne mai citato in tribunale, e non si giunse mai a processo;
- 1556: in questo periodo Cellini ebbe un'accesa lite col suo garzone Fernando (o Ferrando) di Montepulciano, che si concluse con il licenziamento di quest'ultimo, che per ripicca lo denunciò per sodomia.

## Opere
- Medaglia da berretta con Leda e il cigno, 1528-1530 circa, oro su lapislazzuli, Firenze, Museo nazionale del Bargello
- Fermaglio del piviale di Clemente VII, 1529, oro, smalti e pietre preziose (perduto)
- Sigillo del cardinale Ercole Gonzaga, argento, 1528 (perduto), e impronta su cera, 1540, Mantova, Curia vescovile
- Medaglia di Clemente VII, 1533-1534, argento dorato, diam. 4 cm, Firenze, Museo nazionale del Bargello
- Testone da quaranta soldi di Alessandro de' Medici, 1535, argento, diam. 2,9 cm, Firenze, Museo nazionale del Bargello
- Medaglia di Alessandro de' Medici, 1535-1537, argento, diam. 3,5 cm, Firenze, Museo nazionale del Bargello
- Medaglia di Pietro Bembo, 1537 circa, argento, diam 5,6 cm, Firenze, Museo nazionale del Bargello
- Medaglia di Francesco I di Francia, 1537 circa, bronzo, diam. 4,2 cm, Firenze, Museo nazionale del Bargello
- Sigillo del cardinale Ippolito d'Este, 1540, impronta su piombo, 11 x 8 cm, Lione, Musée des beaux-arts
- Modello per una statua di Giunone, 1540 circa, bronzo, collezione privata
- Saliera di Francesco I di Francia, 1540-1543, ebano, oro e smalti, 26x33,5 cm Vienna, Kunsthistorisches Museum
- Satiro, 1542-1543, bronzo, h 56 cm, Los Angeles, Getty Museum
- Ninfa di Fontainebleau, 1542-1543, bronzo, 205x409 cm, Parigi, Museo del Louvre
- Vittorie, 1542-1545, calchi in gesso di originali bronzei perduti, 137x139 cm, Parigi, Museo del Louvre
- Levriero (Saluki), 1545-1546, bronzo, 18x27,8 cm, Firenze, Museo nazionale del Bargello
- Busto bronzeo di Cosimo I de' Medici, 1545-1547, bronzo, altezza 110 cm, Firenze, Museo nazionale del Bargello
- Busto marmoreo di Cosimo I de' Medici, 1549-1571, marmo, altezza 96,5 cm, San Francisco, California Palace of the Legion of Honor
- Perseo che decapita Medusa, 1545-1553, bronzo, altezza 320 cm, con piedistallo 601 cm, Firenze, Loggia della Signoria
- Basamento del Perseo, 1545-1552, marmo e bronzo, Firenze, Museo nazionale del Bargello
- Perseo che libera Andromeda, 1545-1553, bronzo, 80x90 cm, Firenze, Museo nazionale del Bargello
- Busto di Bindo Altoviti, 1546-1550 circa, bronzo, altezza 82,5 cm (senza base), Boston, Isabella Stewart-Gardner Museum
- Alessandro e Bucefalo, 1548 (con parti antico-romane), bronzo, h 21 cm, Firenze, Museo archeologico nazionale
- Ganimede, 1548-1550, marmo, altezza 105,5 cm, Firenze, Museo nazionale del Bargello
- Apollo e Giacinto, 1548-1557 circa, marmo, altezza 191 cm, Firenze, Museo nazionale del Bargello
- Narciso, 1548-1557 circa, marmo, altezza 149 cm, Firenze, Museo nazionale del Bargello
- Fiaschetta, 1550 circa, ferro ageminato in oro e in argento, altezza 33 cm, Novara, Collezione Urbano Quinto
- Chiave da segreto di forziere, 1550-1555, ferro scolpito in monoblocco, cesellato, bulinato e traforato a giorno, altezza 11 cm, Novara, Collezione Urbano Quinto
- Crocifisso, 1556-1562, marmo, altezza 185 cm, Monastero dell'Escorial
- Nettuno con due cavalli marini, 1562 circa, bronzo, h 24,1 cm, Raleigh, Museo d'arte della Carolina del Nord
- Francesco I de' Medici, 1568-1570 circa, cera, 7,7x5,4 cm, Firenze, Museo nazionale del Bargello

## Nella cultura di massa
A sottolineare come l'evoluzione della civiltà contiene anche aspetti non sempre commendevoli, cose di metallo tanto nobile che vile, Nietzsche fa ricorso a una similitudine che richiama il famoso episodio di cui fu protagonista il Cellini durante la fusione del Perseo: «Il genio della civiltà si comporta come si comportò Cellini allorquando lavorava alla fusione del suo Perseo: la massa fluida minacciava di non bastare… egli vi gettò dentro piatti e stoviglie e quant'altro gli venne sottomano. E così anche quel genio getta dentro errori, vizi, speranze, chimere...»

### Nella letteratura
- L'Orfèvre du roi, ou Ascanio di Alexandre Dumas (1843)

### Opere teatrali e musicali
- Benvenuto Cellini, opera di Hector Berlioz su libretto di Léon de Wailly e Henri Auguste Barbier (1838)
- Benvenuto Cellini, opera di Franz Lachner su libretto di Léon de Wailly e Henri Auguste Barbier (1849)
- Benvenuto Cellini di Paul Meurice (1852)
- Benvenuto Cellini, opera di Emilio Bozzano su libretto di Giuseppe Perosio (1877)
- Ascanio, opera di Camille Saint-Saëns su libretto di Louis Gallet (1890)
- A Man of His Tim, di Helen de Guerry Simpson (1923)
- The Firebrand of Florence, operetta di Kurt Weill su libretto di Edwin Justus Mayer e Ira Gershwin (1945)
- Cellini di John Patrick Shanley (2001)

### Al cinema
- Benvenuto Cellini ou Une curieuse évasion, regia di Georges Méliès (1904)
- Benvenuto Cellini, regia di Albert Capellani e Camille de Morlhon (1908) - cortometraggio
- Benvenuto Cellini, regia di Étienne Arnaud e Louis Feuillade (1910) - cortometraggio
- Gli amori di Benvenuto Cellini (The Affairs of Cellini), regia di Gregory La Cava (1934)
- Il magnifico avventuriero, regia di Riccardo Freda (1963)
- Cellini - Una vita scellerata, regia di Giacomo Battiato (1990)